# Nõuni
Nõuni – wieś położona w południowo-wschodniej Estonii, w prowincji Valga, gminie Otepää. Jednym z charakterystycznych elementów miejscowości jest jezioro o tej samej nazwie, położone w jej obrębie.
Wieś powstała po 1582 roku. Pierwsza szkoła powstała w niej w 1763 r.